# Abdij Vrouwenpark

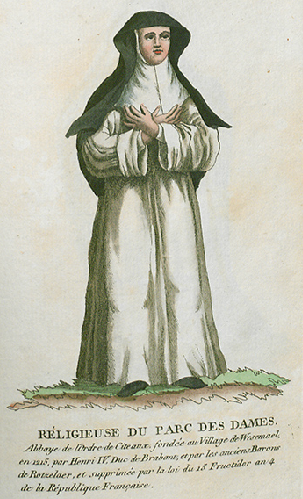
Een non van Vrouwenpark weergegeven door Philippe Joseph Maillart (1811)

Vrouwenpark (Latijn: Parcum Dominarum) was van 1215 tot 1796 een abdij van cisterciënzerinnen in het Vlaams-Brabantse Wezemaal.

## Geschiedenis
De stichter was Arnold III van Rotselaar, erfelijk seneschalk van hertog Hendrik I. Kort voor 1215 zorgde hij voor de nodige middelen om een religieuze gemeenschap te creëren die voornamelijk bestond uit adellijke en patriciërsdochters uit Leuven. Hiertoe behoorde ook de vroegere jodin Rachel, die onder de naam Catharina van Park zalig is verklaard en wiens verhaal te vinden is bij Caesarius van Heisterbach.
In de 15e eeuw beschikte de abdij over een brouwerij. De godsdiensttroebelen van de 16e eeuw dwongen de nonnen er meermaals toe beschutting te zoeken in Leuven. Onder de Spaanse abdis Robertina d'Amenzaga was er een kortstondige hoogtijd (1655-1664). In 1796 werd Vrouwenpark gesloten door de Franse Revolutie.

## Latere bestemmingen
Het domein werd in 1814 verworven door burgemeester Jean-Baptiste Moerincx (1753-1831). De abdijgebouwen werden gesloopt en het abdissenkwartier werd voortaan het Moerincxkasteel. Moerincx liet het park heraanleggen in een vroege landschappelijke stijl met een driehonderd meter lange serpentinevijver. Het 13e-eeuwse cellarium werd getransformeerd tot een pittoreske grot met cascade en er kwamen allerlei andere folly's, zoals boogbruggen en een 'gotisch' tuinpaviljoen. In 1927 werden de paters montfortanen eigenaar. Ze installeerden en nieuw klooster en openden een kostschool.